# 国際演劇協会
国際演劇協会は、 演劇とダンスの専門家とユネスコによって1948年に設立された世界最大の舞台芸術団体 。  
舞台芸術に特化する国際演劇協会は、ユネスコの目標である相互理解と平和を推進し、年齢、性別、信条、民族を問わず、文化的表現の保護と促進を提唱している。芸術教育、国際交流と協力、青少年育成の分野で国際的にも国内的にも活動している 。国際演劇協会は毎年、パリのユネスコにおいて国際ダンスデーと世界演劇の日を開催している。  

## ゴール
国際演劇協会は： 
- ライブパフォーミングアート（ ドラマ 、ダンス、音楽劇場）の分野での活動と創造を奨励します。
- 国内および国際的な舞台芸術の分野と組織の間の既存のコラボレーションを拡大することを目的としています。
- 国際オフィスを設立し、すべての国で国際演劇協会センターの設立を促進します。
- 文書を収集し、あらゆる種類の情報を広め、出版物を舞台芸術の分野で発行します。
- 「 シアターオブネイションズ 」の開発に積極的に協力し、そのメンバーと協力して、地域レベルおよび地域レベルの両方で、劇場会議、ワークショップ、専門家会議、およびフェスティバル、展示会、コンテストの開催を奨励および調整します。
- 舞台芸術の自由な発展を擁護し、舞台芸術の専門家の権利の保護に貢献する

## 組織
国際演劇協会は、約92の各国のセンターのネットワークによって形成されている。各センターは、劇場空間で活躍する舞台芸術の全部門の代表者で構成されており、その活動は、国内および国際レベルで行われている。  
　国際演劇協会はまた、舞台芸術を促進するため、メディアコミュニケーションの研究に特化したコミュニケーション委員会（ComCom）、国際モノドラマフォーラム（IMF）、国際ダンス委員会（IDC）など、さまざまな委員会を設置している。

## 日本センター
公益社団法人 国際演劇協会（ITI/UNESCO）日本センターは、東京都渋谷区千駄ヶ谷にある国立能楽堂内に本部を構えている。
1951年5月に日本センターが創立された。
1985年4月に日本演劇協会から独立し、内村直也（劇作家）が会長に就任。現在は永井多恵子が会長。